# Wienhausen
Wienhausen (niederdeutsch Wienhusen) ist eine Gemeinde im Landkreis Celle in Niedersachsen. Seit dem 12. August 2011 führt Wienhausen offiziell den Beinamen „Klostergemeinde“.

## Geografie

### Geografische Lage
Wienhausen liegt südöstlich von Celle an der Aller. Die Gemeinde ist Verwaltungssitz der Samtgemeinde Flotwedel  mit den Gemeinden Bröckel, Eicklingen, Langlingen und Wienhausen. Die Gemeinde Wienhausen grenzt an die Gemeinden Nienhagen, Ahnsbeck, Lachendorf und Hohne.

### Gemeindegliederung
Für die Gemeinde sind sechs Ortsteile ausgewiesen:
- Wienhausen
- Bockelskamp mit Flackenhorst
- Oppershausen (Oppershusen)
- Offensen (Uffenhusen)
- Schwachhausen (Swachhusen)
- Nordburg (O’erborch)

## Geschichte
Die erste urkundliche Erwähnung des Ortes Wienhausen war im Jahr 1052 als Huginhusen. Hier könnte auch die am früheren Zusammenfluss von Aller und Oker gelegene Mundburg des Bischofs Bernward von Hildesheim (950/960–1022) im Jahre 998 gelegen haben. Es wird zwar auch der Ort Müden am heutigen Zusammenfluss von Aller und Oker für die Burg angenommen, jedoch hatte Bernward privat im nahen Schepelse und in Wathlingen lt. Horst Gädtke Grundbesitz. Auch liefen hier in Wienhausen die wichtigen Wege von Wittingen und Hankensbüttel her zusammen.
Herzog Otto I. das Kind schenkte seiner Tante Agnes von Landsberg ein Haus, „Domus Ottonis“ (Ottos Haus) genannt, nebst Ländereien und Waldungen im Celler Stadtgebiet urkundlich 1243 mit der Befugnis, es dem Kloster Wienhausen überlassen zu dürfen.
Im Jahre 1715 wurde der Gartenkünstler Georg Ludwig Charbonnier am Jagdschloss Wienhausen angestellt.
Am 12. April 1945 wurde Wienhausen durch das 335. und 333. Regiment der 84. U.S. Infanterie-Division eingenommen. Nur wenige Tage zuvor, zwischen dem 6. und 8. April 1945 gelangten KZ-Transportzüge mit dem Ziel KZ Bergen-Belsen bzw. Neuengamme durch Wienhausen. Einer der Züge wurde am 8. April 1945 bei einem alliierten Bombenangriff auf Celle getroffen. Im Folgenden ereigneten sich die tragischen Ereignisse, die als Massaker von Celle in die Geschichte eingingen. Nachweislich hielt einer der Züge (vermutlich der zweite) auf der ehemaligen Bahnstrecke Celle – Gifhorn bei Wienhausen. Bei dem Halt wurden verstorbene Häftlinge vergraben und es gibt Hinweise darauf, dass noch Lebende ermordet wurden. Im Mai 1947 wurden die Leichen exhumiert und auf dem Waldfriedhof in Celle bestattet.

## Eingemeindungen
Am 1. Januar 1973 wurden die Gemeinden Bockelskamp, Nordburg, Offensen und Oppershausen eingegliedert.

## Politik

### Gemeinderat
Der Rat der Gemeinde Wienhausen setzt sich aus 15 Ratsfrauen und Ratsherren zusammen. Dies ist die gemäß § 46 NKomVG festgelegte Anzahl für eine Gemeinde mit einer Einwohnerzahl zwischen 3001 und 5000, die einer Samtgemeinde angehört. Die Ratsmitglieder werden durch eine Kommunalwahl für jeweils fünf Jahre gewählt.
Bei der Kommunalwahl 2021 ergab sich folgende Sitzverteilung:
| Sitzverteilung ab 2021 im Rat der Gemeinde WienhausenInsgesamt 15 Sitze - SPD: 3 - Grüne: 3 - LUB: 1 - UB: 1 - FDP: 1 - CDU: 6 |

Die letzten Kommunalwahlen ergaben die folgenden Sitzverteilungen:
| Wahljahr | CDU | SPD | Grüne | LUB 1 | FDP | UB 2 | parteilos | Gesamt   |
| 2021     | 6   | 3   | 3     | 1     | 1   | 1    | -         | 15 Sitze |
| 2016     | 8   | 3   | 2     | 1     | 0   | -    | 1         | 15 Sitze |
| 2011     | 8   | 3   | 2     | 2     | 0   | -    | -         | 15 Sitze |
| 2006     | 8   | 4   | 1     | 1     | 1   | -    | -         | 15 Sitze |
| 2001     | 8   | 5   | 0     | 2     | 0   | -    | -         | 15 Sitze |

### Bürgermeisterin
Ehrenamtliche Bürgermeisterin ist Kerstin Ackermann (SPD). Ihr Stellvertreter ist Jörg Iffländer (Grüne).

### Wappen
Blasonierung: „In Silber über grünen Schildfuß, darin ein silberner Bach, eine rote Kirche mit Stufengiebel, drei gotischen Fenstern und spitzbedachten seitlichen Treppentürmen. Der Schildfuß und die Portalstelle sind belegt mit einem goldenen Schild, darin ein rotbewehrter blauer Löwe, zwischen dessen Vorderpranken ein rotes Herz schwebt (Wappen des Landkreises Celle). Der Stufengiebel ist beseitet von zwei grünen Eichenblättern“.

### Städtepartnerschaften
Seit Juli 1985 besteht eine Partnerschaft mit der Gemeinde Portbail aus Frankreich.

## Religion
Wienhausen ist Teil der evangelisch-lutherischen Kirchengemeinde Wienhausen und des Kirchenkreises Celle.
Die römisch-katholischen Christen, die in Wienhausen wohnen, sind als Teil der deutschen Kirche Mitglied im Bistum Hildesheim.

## Kultur und Sehenswürdigkeiten

### Bauwerke
- Das Kloster Wienhausen, ein ehemaliges Zisterzienserinnen-Kloster, bekannt für seine Sammlung wertvoller gotischer Bildteppiche aus dem 14. und 15. Jahrhundert und gotischer Truhen und Schränken. Hier wurden die ältesten bekannten Brillengestelle und das Wienhäuser Liederbuch gefunden. Das Kloster wurde um 1230 von Agnes von Landsberg, Tochter von Konrad II. von Landsberg, Schwiegertochter Heinrich des Löwen, etwa 15 Kilometer von Celle entfernt in Wienhausen an der Aller gegründet.
- Das Kloster verfügt mit der St.-Marien-Kirche und dem getrennt stehenden hölzernen Glockenturm über eine interessante Architektur. Die Anfänge der Kirche reichen vermutlich in das ausgehende erste Jahrtausend.
- Direkt am Klosterteich ist die alte Wassermühle (erste urkundliche Erwähnung 1351), die heute einen stromerzeugenden Generator antreibt.
- Davor steht der Stamm der Blasek-Eiche, der an das Geschenk Kaiser Heinrichs III. um 1052 an den Bischof von Hildesheim erinnern soll: Huginhusen = Wienhausen.
- Im Ortsteil Oppershausen steht die Maria-Magdalenen-Kapelle, die im Jahr 1657 errichtet wurde.

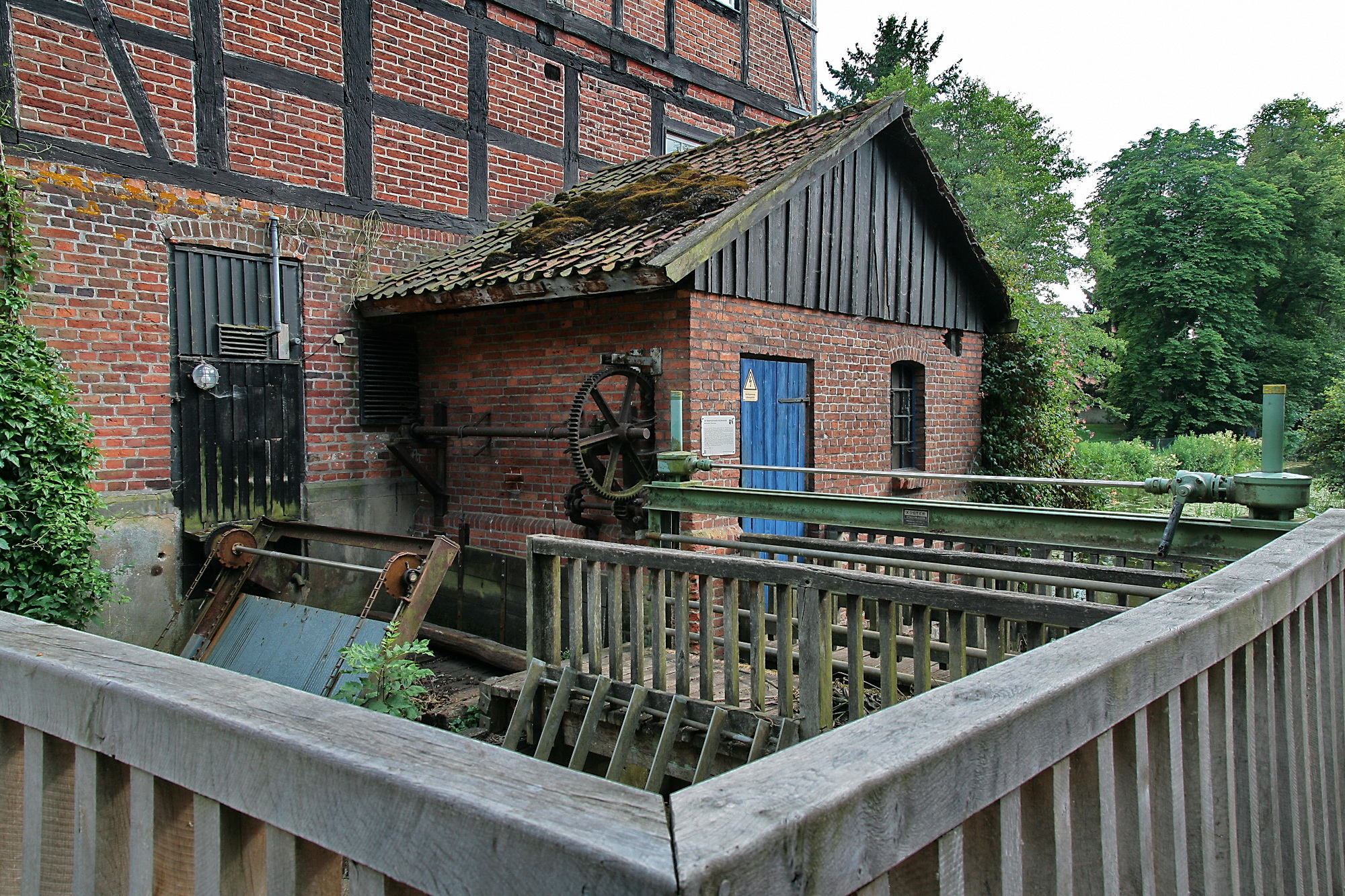
Wassermühle Wienhausen
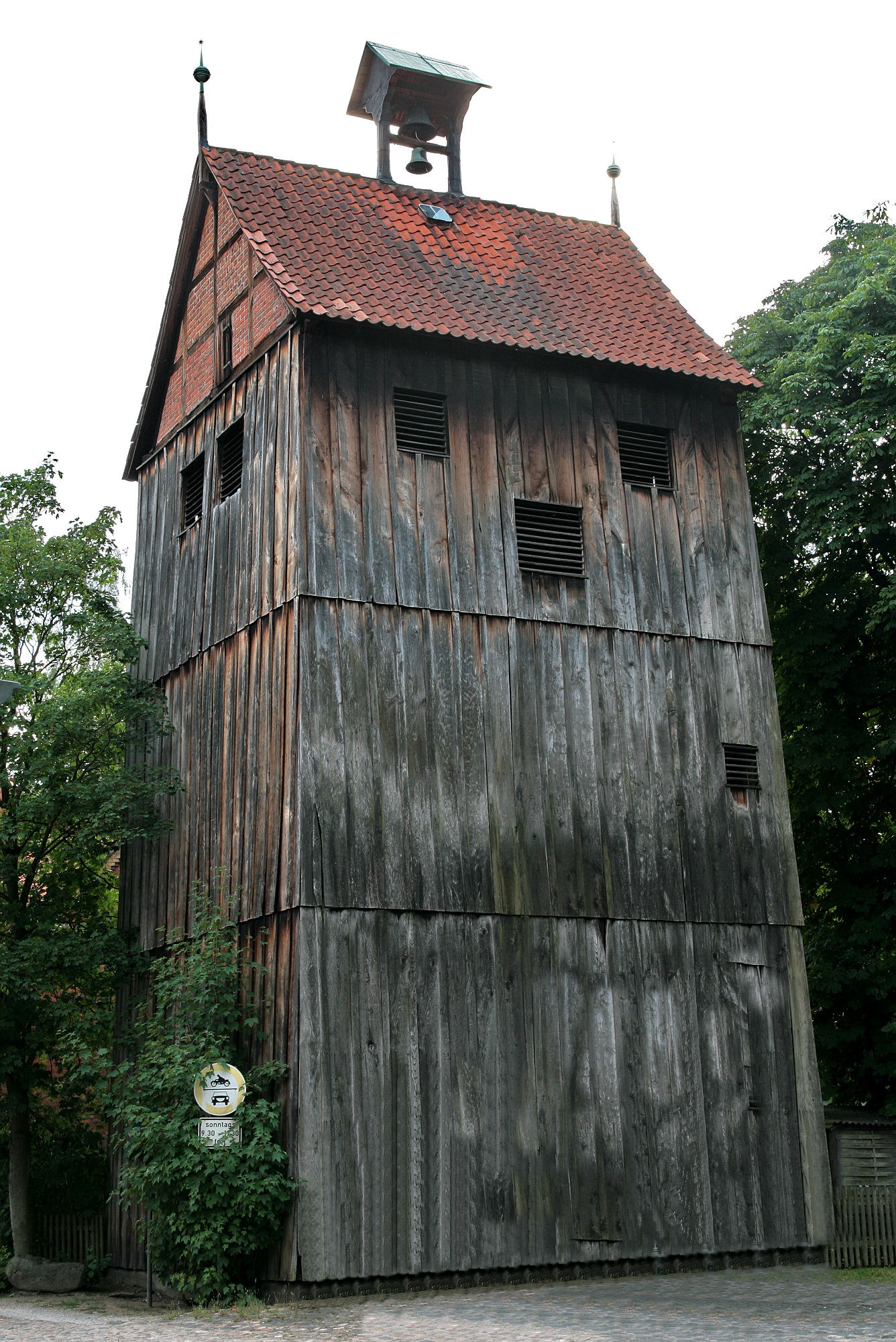
Glockenturm St. Marien
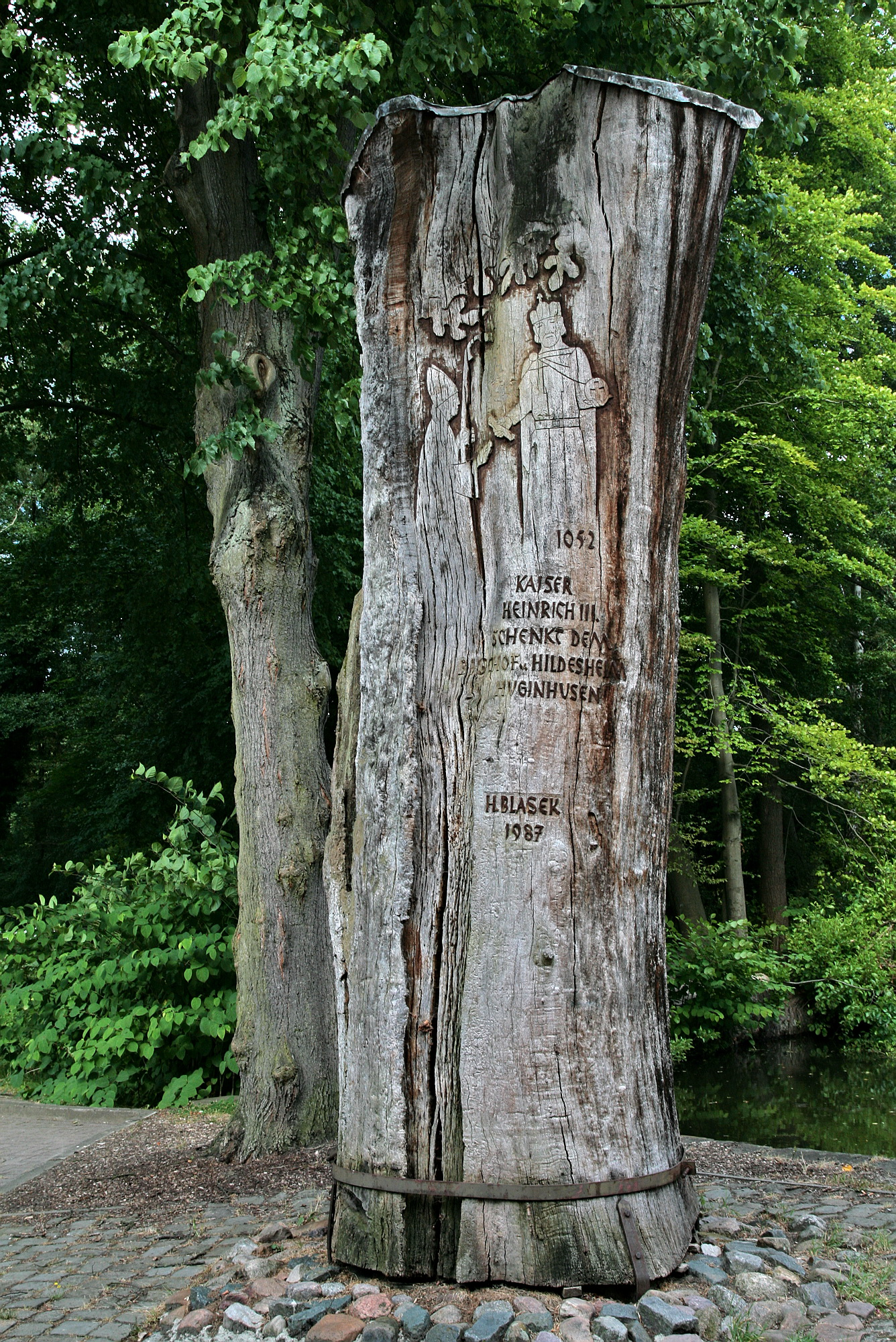
Blasek-Eiche von 1987
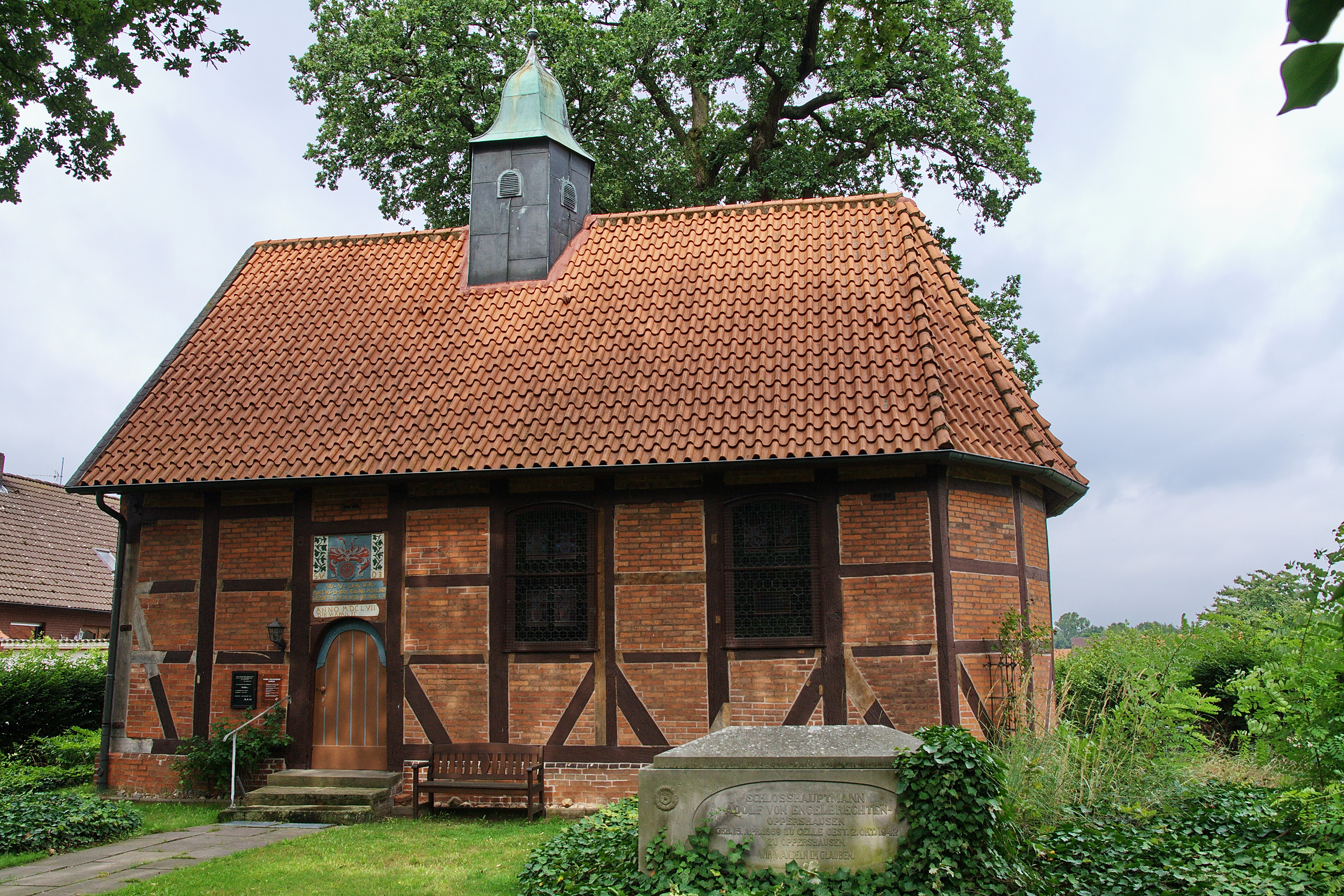
Maria-Magdalenen-Kapelle in Oppershausen
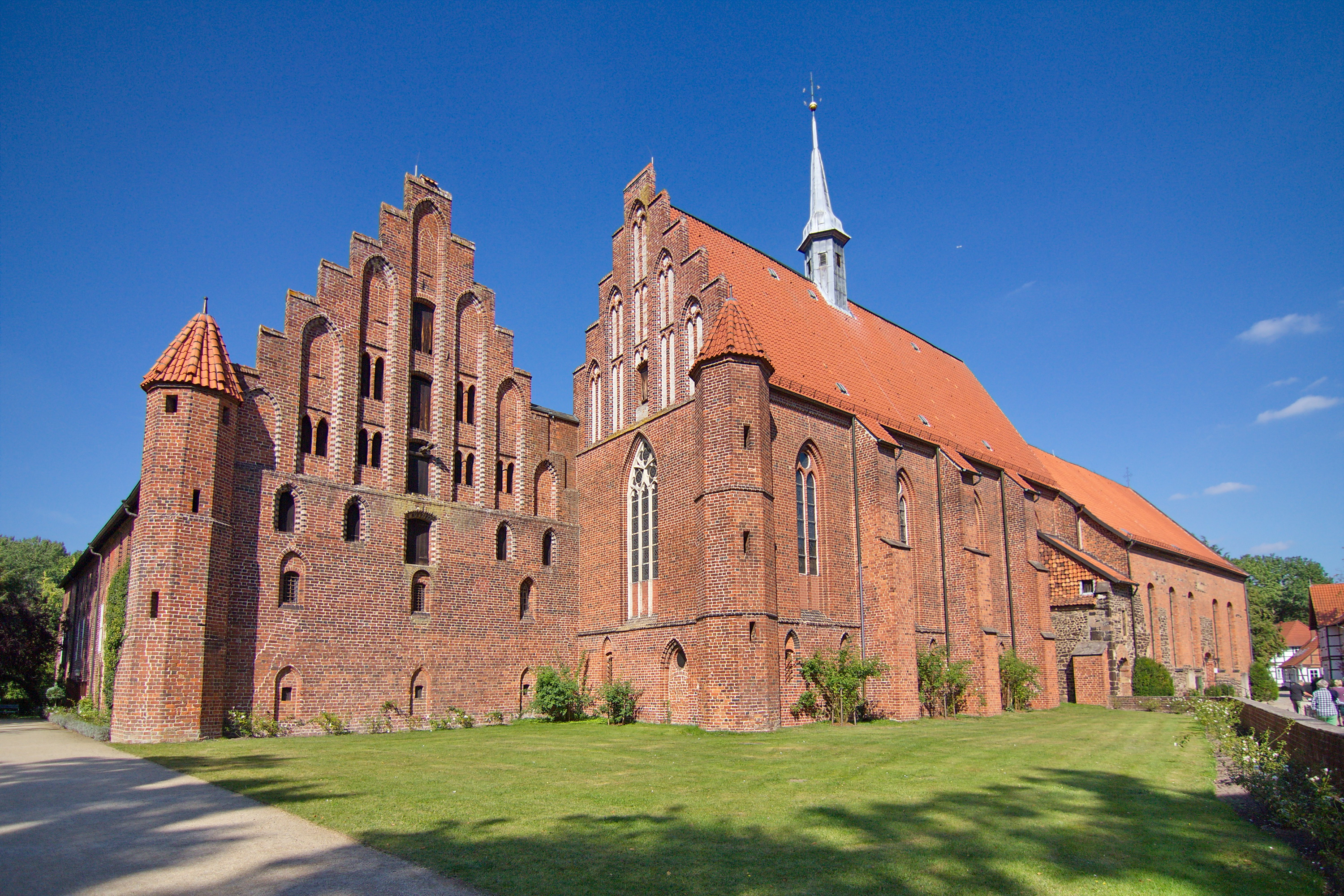
Kloster Wienhausen und St. Marienkirche

### Bau- und Bodendenkmäler
- Liste der Baudenkmale in Wienhausen
- Liste der Bodendenkmale in Wienhausen

### Regelmäßige Veranstaltungen
- Teppichausstellung im Kloster vom 31. Mai bis 3. Oktober
- Regelmäßige Gottesdienste in der Evangelisch-lutherischen Marienkirche
- Regelmäßige Gottesdienste in der Freien ev. Gemeinde
- Weihnachtsmarkt am Dorfplatz vor dem alten Rathaus im Dezember jeden Jahres[17]

### Naturdenkmäler
- Eiche auf der Allerwiese mit einem Brusthöhenumfang von 7,40 m (2016).[18]
- Fabianeiche beim Kloster mit einem Brusthöhenumfang von 6,90 m (2016).[19]

## Verkehr
- Die Landesstraße 311 führt durch Wienhausen, in etwa 3,5 Kilometer Entfernung verläuft die Bundesstraße 214.
- Wienhausen besaß einen Bahnhof an der Bahnstrecke Gifhorn Stadt–Celle, auf welchem der Schienenpersonenverkehr jedoch 1981 eingestellt wurde. Weitere Haltepunkte existierten in den Ortsteilen Offensen und Bockelskamp.
- Rund ein Kilometer nordöstlich des Ortsteils Oppershausen liegt das Segelfluggelände Oppershausen.

## Persönlichkeiten

### Ehrenbürger
Helmut Siuts (1994, langjährige Pflege und Förderung der Chormusik, Ehrenchorleiter des Männergesangvereins Wienhausen)

### Persönlichkeiten, die im Ort gewohnt haben oder wohnen
- Albert Heinemann (1938–2023), Jurist und Landtagsabgeordneter (CDU)
- Hans Jürgen Baden (* 1911; † 1986), evangelischer Theologe, Honorarprofessor und Schriftsteller, bis 1951 Pfarrer in Wienhausen
- Hanna Fueß (* 1886; † 1972), Heimatschriftstellerin (von 1951 bis 1972 im Damenstift Kloster Wienhausen)
- Frieder Gadesmann (* 1943; † 2014), evangelischer Theologe und Erziehungswissenschaftler (von 1949 bis 1965 im Ortsteil Bockelskamp)
- Karl-Heinrich Langspecht (* 1950; † 2011), Jurist und Landtagsabgeordneter (CDU)
- Wilhelm Pahls (* 1936), Automechaniker, Kaufmann, Evangelist, Prediger und Gründer des Missionswerks Die Bruderhand